# Żrobki
Żrobki ist ein Dorf in der Gemeinde Bargłów Kościelny im Powiat Augustowski. Es liegt auf einer Höhe von etwa 141 Metern über dem Meeresspiegel in der Woiwodschaft Podlachien in Polen. Das Verwaltungszentrum der Gemeinde in Bargłów Kościelny ist etwa 5,5 Kilometer in östlicher Richtung von Źrobki entfernt. Haupteinnahmequelle des Dorfes ist die Landwirtschaft.